# Wiktor Grygorenko

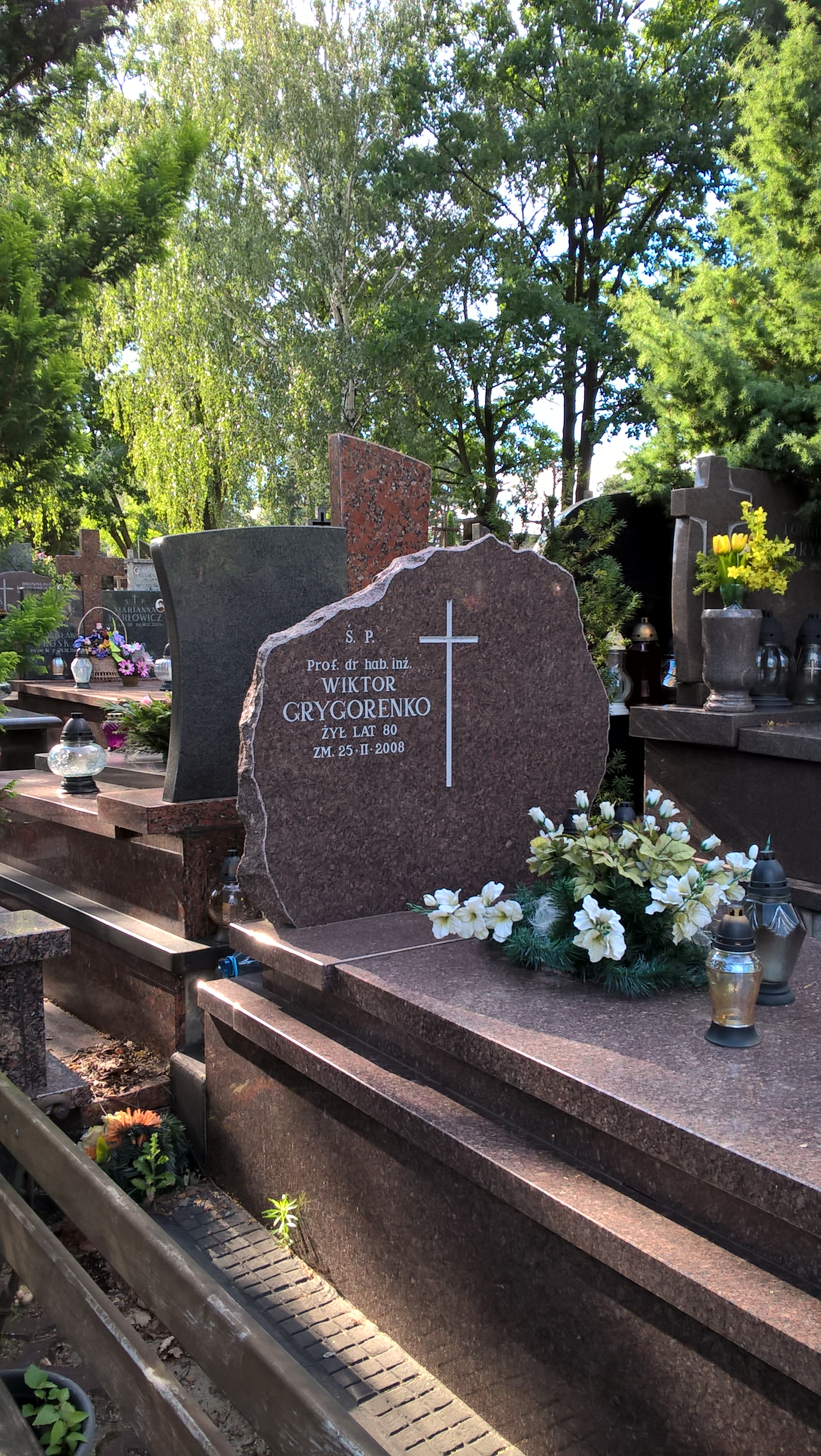
Grób Wiktora Grygorenki na cmentarzu w Starej Miłośnie

Wiktor Grygorenko (ur. 6 marca 1927 w Morawinku, zm. 25 lutego 2008 w Warszawie) – polski kartograf, teoretyk i historyk kartografii, autor odwzorowań kartograficznych, wykładowca uniwersytecki, profesor, pułkownik.

## Życiorys
Po maturze uzyskanej w 1949 w Katowicach ukończył Międzywydziałowe Studium Pedagogiczne. Powołany do wojska, został skierowany do nowo powołanej Oficerskiej Szkoły Topografów w Warszawie, którą ukończył otrzymując stopień porucznika. Następnie, już po przeprowadzce szkoły do Jeleniej Góry w 1951, pracował w niej jako wykładowca kartografii. 
W 1952 został oddelegowany na studia magisterskie na Wydziale Geodezji Wojskowej Akademii Inżynieryjnej im. Waleriana Kujbyszewa w Moskwie, które ukończył z wyróżnieniem w 1958. 
Przez trzy lata pracował w Wojskowych Zakładach Kartograficznych, m.in. kierował tam Oddziałem Analiz Redakcyjnych. W 1963 został przeniesiony do Zarządu Topograficznego Sztabu Generalnego WP i pełnił funkcję redaktora map w Oddziale Redakcyjno-Kartograficznym. Był członkiem redakcji największego polskiego Atlasu Świata Służby Topograficznej Wojska Polskiego, publikowanego w latach 1962–1968, odpowiadał za odwzorowania i konstrukcję matematyczną tego atlasu. Opracował do niego nowatorskie odwzorowanie umowne, nazwane na jego wniosek „odwzorowaniem Służby Topograficznej Wojska Polskiego”, które – opisane szczegółowo i uzasadnione przez niego w „Polskim Przeglądzie Kartograficznym” w 1975 – do dziś jest stosowane w polskich atlasach geograficznych, encyklopediach i podręcznikach.
W 1971 na Politechnice Warszawskiej otrzymał stopień doktora nauk technicznych (rozprawa pt. Niektóre teoretyczne problemy automatycznego odczytywania i przetwarzania informacji kartograficznej). Do 1980 wykładał kartografię matematyczną i redakcję map w Wojskowej Akademii Technicznej. 
Po zwolnieniu z wojska związał się z Instytutem Geograficznym Uniwersytetu Warszawskiego (od 1977 – Wydziałem Geografii i Studiów Regionalnych). Od 1972 pracował jako adiunkt w Zakładzie Kartografii, a od 1975 także jako kierownik Pracowni Programowania i Maszyn Liczących. W 1978 otrzymał habilitację na podstawie pracy o kwantytatywnych parametrach kompozycji treści mapy. W latach 1980–1997 był kierownikiem Katedry Kartografii UW. Od 1981 przez dwie kadencje pełnił funkcję prodziekana WGiSR ds. studenckich, podczas stanu wojennego wielokrotnie stawał w obronie studentów, zyskując ich wdzięczność i szacunek. Równocześnie w latach 1982–1992 był kierownikiem Zakładu Kartografii Instytutu Nauk o Ziemi Uniwersytetu Marii Curie-Skłodowskiej. 
Tytuł profesora nadzwyczajnego otrzymał w 1986, a zwyczajnego w 1992. 
W latach 70. opracował założenia teoretyczne układu współrzędnych "GUGiK-80" wykorzystanego następnie przy opracowywaniu mapy topograficznej Polski do celów gospodarczych w skali 1:100.000 oraz mapy przeglądowej w skali 1:500.000. 
W pracy naukowej zajmował się automatyzacją procesów wykonywania map, teoretycznymi podstawami kartografii oraz historią kartografii XIX i XX w. Był autorem krytycznej oceny kartografii urzędowej okresu PRL, zawartej w referacie zaprezentowanym na XIX Ogólnopolskiej Konferencji Kartograficznej w Warszawie w 1990. 
Działał w Komitecie Geodezji PAN, od 1975 kierował w nim Sekcją Fotogrametrii i Kartografii, a w ramach tej sekcji – Zespołem Problemów Kartografii. W latach 1973–1982 był członkiem komitetu redakcyjnego „Polskiego Przeglądu Kartograficznego”, a w okresie 1983–2003 – zastępcą przewodniczącego jego rady redakcyjnej, przez wiele lat pełnił także funkcję sekretarza rady programowej „Przeglądu Geodezyjnego”. 
Autor licznych publikacji dotyczących kartografii, w tym czterech podręczników akademickich – m.in. Redakcja i opracowanie map ogólnogeograficznych (1970) i Kartografia matematyczna, teoria elementarna i zastosowania (1975), prawie stu rozpraw i artykułów.
Wśród wypromowanych przez niego doktorów znaleźli się: Andrzej Czerny (1990), Zenon Kozieł (1991).